# Marathon van Fukuoka 1975
De marathon van Fukuoka 1975 werd gelopen op zondag 7 december 1975. Het was de 29e editie van deze marathon. Aan deze wedstrijd mochten alleen mannelijke elitelopers deelnemen.
De Canadees Jerome Drayton passeerde als eerste de finish in 2:10.08,4.

## Uitslagen
| rang   | naam                 | land | tijd      |
| ------ | -------------------- | ---- | --------- |
| Goud   | Jerome Drayton       | CAN  | 2:10.08,4 |
| Zilver | David Chettle        | AUS  | 2:10.20,0 |
| Brons  | Bill Rodgers         | USA  | 2:11.26,4 |
| 4      | Giuseppe Cindolo     | ITA  | 2:11.45,0 |
| 5      | Eckhard Lesse        | GER  | 2:12.42,6 |
| 6      | Takeshi So           | JPN  | 2:12.52   |
| 7      | Jerzy Gros           | POL  | 2:13.05   |
| 8      | Makoto Hattori       | JPN  | 2:13.13   |
| 9      | Hans-Joachim Truppel | GER  | 2:13.17   |
| 10     | Yasunori Hamada      | JPN  | 2:13.47   |
| 11     | Lucien Rosa          | SRI  | 2:14.31   |
| 12     | Mineteru Sakamoto    | JPN  | 2:15.17   |
| 13     | Edward Legowski      | POL  | 2:15.23   |
| 14     | Joji Takeuchi        | JPN  | 2:15.31   |
| 15     | Shigeki Seri         | JPN  | 2:15.46   |
| 16     | Shigeru So           | JPN  | 2:15.50   |
| 17     | Yasunori Watanabe    | JPN  | 2:16.57   |
| 18     | Noriyasu Mizukami    | JPN  | 2:17.08   |
| 19     | Kinichi Ozawa        | JPN  | 2:17.21   |
| 20     | Hiromi Sonoda        | JPN  | 2:17.27   |
| 21     | Kenji Kaya           | JPN  | 2:17.34   |
| 22     | Hikaru Watanabe      | JPN  | 2:17.50   |
| 23     | Susumu Sato          | JPN  | 2:18.41   |
| 24     | Jørgen Jensen        | DEN  | 2:18.45   |
| 25     | Akio Usami           | JPN  | 2:18.54   |
| 26     | Kazuo Saito          | JPN  | 2:18.59   |

1947 ·
1948 ·
1949 ·
1950 ·
1951 ·
1952 ·
1953 ·
1954 ·
1955 ·
1956 ·
1957 ·
1958 ·
1959 ·
1960 ·
1961 ·
1962 ·
1963 ·
1964 ·
1965 ·
1966 ·
1967 ·
1968 ·
1969 ·
1970 ·
1971 ·
1972 ·
1973 ·
1974 ·
1975 ·
1976 ·
1977 ·
1978 ·
1979 ·
1980 ·
1981 ·
1982 ·
1983 ·
1984 ·
1985 ·
1986 ·
1987 ·
1988 ·
1989 ·
1990 ·
1991 ·
1992 ·
1993 ·
1994 ·
1995 ·
1996 ·
1997 ·
1998 ·
1999 ·
2000 ·
2001 ·
2002 ·
2003 ·
2004 ·
2005 ·
2006 ·
2007 ·
2008 ·
2009 ·
2010 ·
2011 ·
2012 ·
2013 ·
2014 ·
2015 ·
2016 ·
2017